# Pavľany
Pavľany és un poble i municipi d'Eslovàquia. Es troba a la regió de Prešov, al nord del país.

## Història
La primera referència escrita de la vila data del 1245.

## Demografia
| Godina             | 1994 | 2004    | 2014    | 2024    |
| ------------------ | ---- | ------- | ------- | ------- |
| Nombre de persones | 118  | 81      | 53      | 43      |
| Diferència         |      | −31,35% | −34,56% | −18,86% |

| Godina             | 2023 | 2024 |
| ------------------ | ---- | ---- |
| Nombre de persones | 43   | 43   |
| Diferència         |      | +0%  |